# Prionapteryx cuneolalis
Prionapteryx cuneolalis là một loài bướm đêm trong họ Crambidae.